# Chamaecrista subpeltata
Chamaecrista subpeltata là một loài thực vật có hoa trong họ Đậu. Loài này được (Rizzini) H.S.Irwin & Barneby miêu tả khoa học đầu tiên.